# Жидкова, Раиса Ивановна
Раиса Ивановна Жидкова — советский хозяйственный деятель, Герой Социалистического Труда.

## Биография
Родилась в 1938 году в селе Болотниково. Член КПСС.
В 1954—1957 годах — рабочая Саранского консервного завода.
В 1957—1958 годах — ткачиха Херсонского хлопчатобумажного комбината.
В 1959—1997 годах — ученица никелировщицы, оператор диффузионных процессов, бригадир никелировщиков Саранского завода «Электровыпрямитель» Министерства электротехнической промышленности СССР.
Указом Президиума Верховного Совета СССР от 31 марта 1981 года присвоено звание Героя Социалистического Труда с вручением ордена Ленина и золотой медали «Серп и Молот».
Делегат XXVI съезда КПСС.
Живёт в Саранске.

## Награды и звания
- Герой Социалистического Труда (31.03.1981)
- Орден Ленина (дважды, в том числе 31.03.1981)
- Орден Трудового Красного Знамени